# Districte de Mossurize
El districte de Mossurize és un districte de Moçambic, situat a la província de Manica. Té una superfície de 5.096 kilòmetres quadrats. En 2007 comptava amb una població de 198.094 habitants. Limita al nord amb el districte de Sussundenga, a l'oest amb Zimbabwe, al sud i est amb el districte de Machaze i al nord-est amb el districte de Chibabava de la província de Sofala.

## Divisió administrativa
El districte està dividit en tres postos administrativos (Chiurairue, Dacata i Espungabera), compostos per les següents localitats:
- Posto Administrativo de Chiurairue:
  - Chicaluete
  - Chirera
  - Chiurairue
- Posto Administrativo de Dacata:
  - Macuvo
  - Mowe
- Posto Administrativo de Espungabera:
  - Espungabera